# Dvornikovke
Dvornikovke  (dvornjače, dvornici; lat. Polygonaceae), biljna porodica nekad klasificirana vlastitom redu Polygonales (dvornikolike), po novijoj podjeli pripada redu Caryophyllales. Vrste ove porodice raširene su po svim kontinentima uključujući Grenland, Australiju i Novi Zeland, ali je nema na Indijskom poluotoku, i pustinjskim područjima Sahare i Australije.
Porodica dobiva ime po rodu dvornika, Polygonum, od grčkoga polys = mnogo, i gonos = potomci. U Hrvatskoj raste desetak vrsta među kojima planinski dvornik (Polygonum alpinum), vodeni dvornik (Polygonum amphibium), pješčani dvornik (Polygonum arenarium) i druge. Ostali značajni predstavnici su: Rumex (kiselica), Rheum (rabarbara), Reynoutria (rejnutrija), Atraphaxis (atrafaksis), Eriogonum, Fallopia (falopija), Muehlenbeckia (muhlenbekija), Antigonon, Coccoloba (kokoloba), Fagopyrum (heljda), Oxyria (ruđevica). Neki među ovim rodovima spadaju u penjačice.
Homalokladijum (Homalocladium) je isto što i Muehlenbeckia platyclada

## Opis
Polygonaceae su porodica od oko 30 do 50 rodova i više od 1000 vrsta kariofilidnih cvjetnica koje su blisko povezane s Plumbaginaceae. Poput većine biljaka, ali za razliku od većine kariofilida, Polygonaceae imaju antocijanske pigmente. Iz tog razloga, i zato što se razlikuju od tipičnih kariofilida na druge načine, dugo se raspravljalo o odnosu Polygonaceae s drugim kariofilidima. Međutim, nedavne molekularne studije podupiru ovu vezu na koju se dugo sumnjalo.
Najveći rodovi u ovoj obitelji su Polygonum (dvornik), Rumex (štavelj), Eriogonum, Coccoloba (kokoloba) i Calligonum. Rod Polygonum uključuje oko 250 vrsta i tako uključuje oko jednu četvrtinu Polygonaceae. Obično se na engleskom naziva "knotweed" ili "smartweed" i uključuje nekoliko uobičajenih korovskih biljaka, kao i nekoliko višegodišnjih i drvenastih vrsta. Cvjetovi su često bijeli ili ružičasti, a oprašuju ih kukci. Još jedan čest i zakorovljen rod je Rumex, koji se obično naziva "štavelj" ili "kiselica", a postoji oko 200 vrsta. Listovi kiselice su ljuti i jestivi, a postali su popularni u salatama. Ovaj je rod čest kao korov na pašnjacima, gdje često daje crvenkastu boju polju ili livadi zbog crvenkaste boje svojih cvjetova i sjemenki. Za razliku od dvornika, rod kiselica je anemofilan (oprašuje se vjetrom). Kad sjemenke sazriju, dio crvenkastog perijanta (čašice i latice) spaja se s vanjskom stranom sićušnog ploda i daje niz krila i kukica koje pomažu u raspršivanju sjemena.
Eriogonum, s 200-250 vrsta, uključuje i sitne zeljaste biljke i male grmove. Ovaj se rod lako prepoznaje jer su biljke često prekrivene gustim sivim vunastim dlakama; većina vrsta raste u zapadnoj Sjevernoj Americi. Rod Coccoloba uključuje oko 125 vrsta i jedan je od rijetkih tropskih članova skupine. Većina vrsta Polygonaceae su zeljaste i rastu u umjerenim područjima sjeverne hemisfere, iako je Coccoloba obično drvenasta i nalazi se u tropskoj Srednjoj Americi. Cvjetovi ovog roda imaju smrdljiv miris, koji privlači muhe i kornjaše kao oprašivače. Kada su potpuno zrele, "bobice" Coccolobe su jestive i mogu se koristiti za pravljenje želea, iako nisu prave bobice. Mesnati jestivi dio ploda zapravo se razvija iz cvjetnice, a ne iz stijenke plodnice. Posljednji od velikih rodova je Calligonum, koji uključuje oko 100 vrsta grmova koji rastu u srednjoj Aziji. Zajedno s ostala četiri gore spomenuta roda, ovo čini oko devedeset posto svih vrsta Polygonaceae.
Postoje neki članovi ove porodice u Argentini, Indoneziji, Australiji i Novom Zelandu.
Fosili Plumbaginaceae nisu česti, ali pelud iz obje potporodice poznat je iz miocena. Fosilni polen koji podsjeća na polen živih Aegialitisa i Plumbaga (oba u podporodici Plumbagoideae) zabilježen je iz gornjeg i srednjeg miocena Bornea. Fosilni pelud usporediv sa živom Armerijom ili Limoniumom poznat je iz gornjeg miocena u Španjolskoj. Dok se fosilni zapis Plumbaginaceae proteže samo do miocena, odnosno njihove sestrinske skupine, Polygonaceae seže najmanje do paleocena.

## Potporodice i rodovi
1. Familia Polygonaceae Juss. (1463 spp.)
  1. Subfamilia Symmerioideae Meisn.
    1. Symmeria Benth. (1 sp.)

  2. Subfamilia neopisana
    1. Afrobrunnichia Hutch. & Dalziel (2 spp.)

  3. Subfamilia Eriogonoideae Arn.
    1. Tribus Brunnichieae C. A. Mey.
      1. Brunnichia Banks ex Gaertn. (1 sp.)
      2. Antigonon Endl. (3 spp.)

    2. Tribus Coccolobeae Dumort.
      1. Neomillspaughia S. F. Blake (3 spp.)
      2. Podopterus Humb. & Bonpl. (3 spp.)
      3. Coccoloba P. Browne (176 spp.)

    3. Tribus Leptogoneae Jan. M. Burke & Adr. Sanchez
      1. Leptogonum Benth. (1 sp.)

    4. Tribus Triplarideae C. A. Mey.
      1. Magoniella Adr. Sanchez (1 sp.)
      2. Triplaris Loefl. ex L. (19 spp.)
      3. Ruprechtia C. A. Mey. (34 spp.)
      4. Salta Adr. Sanchez (1 sp.)

    5. Tribus Gymnopodieae Jan. M. Burke & Adr. Sanchez
      1. Gymnopodium Rolfe (2 spp.)

    6. Tribus Eriogoneae Dumort.
      1. Eriogonum Michx. (254 spp.)
      2. Oxytheca Nutt. (3 spp.)
      3. Acanthoscyphus Small (1 sp.)
      4. Sidotheca Reveal (3 spp.)
      5. Dedeckera Reveal & J. T. Howell (1 sp.)
      6. Gilmania Coville (1 sp.)
      7. Stenogonum Nutt. (2 spp.)
      8. Goodmania Reveal & Ertter (1 sp.)
      9. Nemacaulis Nutt. (1 sp.)
      10. Johanneshowellia Reveal (2 spp.)
      11. Dodecahema Reveal & Hardham (1 sp.)
      12. Aristocapsa Reveal & Hardham (1 sp.)
      13. Chorizanthe R. Br. ex Benth. (61 spp.)
      14. Mucronea Benth. (2 spp.)
      15. Systenotheca Reveal & Hardham (1 sp.)
      16. Centrostegia A. Gray ex Benth. (1 sp.)
      17. Hollisteria S. Watson (1 sp.)
      18. Lastarriaea Rémy (3 spp.)
      19. Pterostegia Fisch. & C. A. Mey. (1 sp.)
      20. Harfordia Greene & C. Parry (1 sp.)

  4. Subfamilia Polygonoideae Eaton
    1. Tribus Oxygoneae T. M. Schust. & Reveal
      1. Oxygonum Burchell ex Campderá (36 spp.)

    2. Tribus Persicarieae Dumort.
      1. Persicaria (L.) Mill. (130 spp.)
      2. Bistorta (L.) Scop. (42 spp.)
      3. Koenigia L. (55 spp.)

    3. Tribus Fagopyreae Yonek.
      1. Fagopyrum Mill. (29 spp.)
      2. Harpagocarpus Hutch. & Dandy (1 sp.)

    4. Tribus Pteroxygoneae T. M. Schust. & Reveal
      1. Pteroxygonum Damm. & Diels (2 spp.)

    5. Tribus Calligoneae C. A. Mey.
      1. Pteropyrum Jaub. & Spach (7 spp.)
      2. Calligonum L. (38 spp.)

    6. Tribus Rumiceae Dumort.
      1. Oxyria Hill (3 spp.)
      2. Rumex L. (190 spp.)
      3. Rheum L. (59 spp.)

    7. Tribus Polygoneae Rchb.
      1. Knorringia (Czukav.) Tzvelev. (1 sp.)
      2. Caelestium Yurtseva & Mavrodiev (2 spp.)
      3. Bactria Yurtseva & Mavrodiev (1 sp.)
      4. Atraphaxis L. (47 spp.)
      5. Polygonella Michx. (11 spp.)
      6. Polygonum L. (154 spp.)
      7. Duma T. M. Schust. (3 spp.)
      8. Reynoutria Houtt. (6 spp.)
      9. Parogonum (Haraldson) Desjardins & J. P. Bailey (2 spp.)
      10. Fallopia Adans. (9 spp.)
      11. Muehlenbeckia Meisn. (25 spp.)

Prema jednoj podjeli sastoji se od potporodica Eriogonoideae Arnott, Symmerioideae Meisn. i Polygonoideae Eaton a obuhvaća poko 1200 vrsta.

## Ugrožene vrste
Postoji 6 ugroženih vrsta: 
- Polygonum toktogulicum,  kritično ugrožena
- Coccoloba cholutecensis,  kritično ugrožena
- Coccoloba lindaviana, kritično ugrožena
- Coccoloba proctorii,
- Coccoloba retirensis, kritično ugrožena
- Coccoloba rugosa

## Invazivne vrste
Pet vrsta unutar porodice je invazivno
- Polygonum perfoliatum
- Antigonon leptopus
- Rumex acetosella
- Rumex crispus
- Rumex obtusifolius